# Zgornje Dobrenje
Zgornje Dobrenje – wieś w Słowenii, w gminie Šentilj. W 2018 roku liczyła 92 mieszkańców.